# 여의도 24시, 증시포차
여의도 24시, 증시포차는 한국경제TV에서 방송된 텔레비전 프로그램이다.

## 기획 의도
5·60대 향수를 불러일으킨 포장마차를 무대를 재현해 증시 뒷이야기를 그리는 텔레비전 프로그램이다.